# Leão de Prata
O Leão de Prata ou Leone d’Argento é um prémio entregue no Festival de Cinema de Veneza. O Leão de Prata e é atribuído irregularmente e já sofreu várias mudanças de objetivo. Até 1995, os Leões de Prata foram entregues como se fossem um segundo prémio aos nomeados ao Leão de Ouro. Em outras ocasiões, os Leões de Prata foram atribuídos a filmes em estreia ou a curtas.

## Vencedores do Leão de Prata

### 1953-1957
De 1953 to 1957, os Leões de Prata eram atribuídos aos filmes nomeados ao Leão de Ouro como um segundo prémio.
- 1953
  - Little Fugitive de Ray Ashley, Morris Engel e Ruth Orkin
  - Moulin Rouge de John Huston
  - Sadko de Aleksandr Ptushko
  - Thérèse Raquin de Marcel Carné
  - Ugetsu de Kenji Mizoguchi
  - I vitelloni de Federico Fellini
- 1954
  - On the Waterfront de Elia Kazan
  - Sansho the Bailiff de Kenji Mizoguchi
  - Seven Samurai de Akira Kurosawa
  - La Strada de Federico Fellini
- 1955
  - Le amiche de Michelangelo Antonioni
  - The Big Knife de Robert Aldrich
  - Ciske de Rat de Wolfgang Staudte
  - The Grasshopper de Samson Samsonov
- 1956 - sem prémio
- 1957 - Le notti bianche de Luchino Visconti

### 1958-1982
- 1966 - Chappaqua de Conrad Rooks

### 1983-1987
De 1983-1989, o Leão de Prata era entregue ao melhor filme de um realizador estreante.
- 1983 - Sugar Cane Alley de Euzhan Palcy
- 1984 - Sonatine de Micheline Lanctôt
- 1985 - Dust de Marion Hänsel
- 1986 - A King and His Movie de Carlos Sorin
- 1987 - Maurice de James Ivory

### 1988-1994
A partir de 1988, o prémio passou a ser entregue a um ou mais filmes nomeados ao Leão de Ouro.
- 1988 - Landscape in the Mist de Theodoros Angelopoulos
- 1989
  - Recordações da Casa Amarela de João César Monteiro
  - Death of a Tea Master de Kei Kumai
- 1990 - sem prémio
- 1991
  - Raise the Red Lantern de Zhang Yimou
  - The Fisher King de Terry Gilliam
  - J'entends plus la guitare de Philippe Garrel
- 1992
  - Hotel de lux de Dan Pița
  - Jamón Jamón de Bigas Luna
  - Un coeur en hiver de Claude Sautet
- 1993 - Kosh ba kosh de Bakhtyar Khudojnazarov
- 1994
  - Heavenly Creatures de Peter Jackson
  - Little Odessa de James Gray
  - Il Toro de Carlo Mazzacurati
- 1995-present - Sem prémio

## Leão de Prata para melhor guião
1990 - Sirup  de Helle Ryslinge

## Leão de Prata para a Melhor Curta
- 1996 - O Tamaiti de Sima Urale
- 1999 - Portrait of a Young Man Drowning de Teboho Mahlatsi
- 2000 - A Telephone Call for Genevieve Snow de Peter Long
- 2001 - Freunde de Jan Krüger
- 2002 - Clown de Irina Evteeva
- 2003 - Neft de Murad Ibragimbekov
- 2004 - Signe d'appartenance de Kamel Cherif
- 2005 - Xiaozhan de Chien-ping Lin
- 2006 - Comment on freine dans une descente? de Alix Delaporte
- 2007 - Dog Altogether de Paddy Considine

## Leão de Prata para a Melhor Realização
- 1990 - Martin Scorsese por Goodfellas
- 1991
  - Philippe Garrel por J'entends plus la guitare
  - Terry Gilliam por The Fisher King
  - Zhang Yimou por Da hong deng long gao gao gua
- 1992-1994: to complete
- 1995-1997 - sem prémios
- 1998 - Emir Kusturica por Black Cat, White Cat
- 1999 - Zhang Yuan por Seventeen Years
- 2000 - Buddhadeb Dasgupta por Uttara
- 2001 - Babak Payami por Secret Ballot
- 2002 - Lee Chang-dong por Oasis
- 2003 - Takeshi Kitano por Zatōichi
- 2004 - Kim Ki-duk por 3-Iron
- 2005 - Philippe Garrel por Regular Lovers
- 2006 - Alain Resnais por Coeurs
- 2007 - Brian De Palma por Redacted
- 2008 - Aleksei German Jr. por Paper Soldier
- 2009 - Shirin Neshat por Women Without Men
- 2010 - Álex de la Iglesia por The Last Circus
- 2011 - Cai Shangjun por People Mountain People Sea
- 2012 - Paul Thomas Anderson por The Master
- 2013 - Alexandros Avranas por Miss Violence
- 2014 - Andrei Konchalovsky por The Postman's White Nights
- 2015 - Pablo Trapero por O Clã
- 2016
  - Amat Escalante por La Region Salvaje
  - Andrei Konchalovsky por Ray
- 2017 - Xavier Legrand por Jusqu'à la garde
- 2018 - Jacques Audiard por The Sisters Brothers
- 2019 - Roy Andersson por Om det oändliga
- 2020 - Kiyoshi Kurosawa por Supai no tsuma
- 2021 - Jane Campion por The Power of the Dog
- 2022 - Luca Guadagnino por Bones and All
- 2023 - Matteo Garrone por Io capitano
- 2024 - Brady Corbet por The Brutalist

## Leão de Prata: Revelação
- 2006 - Emanuele Crialese por Nuovomondo